# 晋乐县 (东晋)
晋乐县，中國古县名。
原屬西漢初年之前之且蘭國，漢代設且兰县，後於东晋時分出。治所在今四川省崇州市西北公议场。属沈黎郡。刘宋属晋原郡。南齐属晋康郡。西魏时废。